# Théorème de Petr-Douglas-Neumann
En géométrie, le théorème de Petr-Douglas-Neumann est un résultat concernant les polygones plans quelconques. Le théorème affirme qu'un certain algorithme appliqué à un polygone arbitraire produit toujours un polygone régulier ayant le même nombre de côtés que le polygone initial. Le théorème a été publié pour la première fois par le Tchèque Karel Petr de Prague en 1905 (en tchèque) et en 1908 (en allemand),. Il a été redécouvert indépendamment par l'Américain Jesse Douglas en 1940 et également par le Britannique Bernhard Neumann (1909–2002) en 1941,. Le nom du théorème de Petr-Douglas-Neumann est dû à Stephen B Gray. On le désigne également sous les noms de théorème de Douglas, théorème de Douglas-Neumann, théorème de Napoléon-Douglas-Neumann et théorème de Petr.
Le théorème de Petr-Douglas-Neumann est une généralisation du théorème de Napoléon, qui correspond au cas des triangles (3 côtés), et du théorème de van Aubel qui correspond au cas des quadrilatères (4 côtés).

## Énoncé du théorème
Le théorème de Petr-Douglas-Neumann affirme ce qui suit,.

Si des triangles isocèles d'angles au sommet 2kπ/n, pour un entier k avec 1 ≤ k ≤ n − 2 sont érigés sur les côtés d'un n-gone arbitraire A0, dont les sommets sont les sommets d'un nouveau n-gone A1, et si ce processus est répété n-2 fois, mais avec une valeur de k différente pour le n-gone formé à partir des sommets libres de ces triangles à chaque étape, jusqu'à ce que toutes les valeurs 1 ≤ k ≤ n − 2 aient été utilisées (dans un ordre arbitraire), pour former une séquence A1, A2, ... An − 2, de n-gones, leurs centres de gravité coïncident tous avec le centre de gravité de A0, et le dernier, An − 2 est un n-gone régulier.

## Cas des triangles

Diagramme illustrant le fait que le théorème de Napoléon est un cas particulier du théorème de Petr-Douglas-Neumann.

Dans le cas des triangles, la valeur de n est 3 et celle de n − 2 est 1. Il n'y a donc qu’une seule valeur possible pour k, à savoir 1. L'application du théorème aux triangles affirme donc le triangle A1 est régulier, c'est-à-dire un triangle équilatéral.
Le triangle A1 est formé par les sommets des triangles isocèles d'angle au sommet 2π/3 érigés sur les côtés du triangle A0. Les sommets de A1 sont les centres de gravité des triangles équilatéraux érigés sur les côtés du triangle A0. Ainsi, la spécialisation du théorème PDN à un triangle peut être formulée comme suit :

Si des triangles équilatéraux sont érigés sur les côtés d’un triangle, alors le triangle formé par les centres des trois triangles équilatéraux est équilatéral.
On retrouve bien ainsi le théorème de Napoléon.

## Cas des quadrilatères
Dans le cas des quadrilatères, la valeur de n est 4 et celle de n − 2 est 2. Il y a deux valeurs possibles pour k, à savoir 1 et 2, et donc deux mesures d'angles au sommet possibles, à savoir :
pour k = 1 : (2×1×π)/4 = π/2 = 90°
pour k = 2 : (2×2×π)/4 = π = 180°
D'après le théorème, le quadrilatère A2 est un quadrilatère régulier, c'est-à-dire un carré. Le processus en deux étapes donnant le carré A2 peut être réalisé de deux manières différentes.
On remarque avant tout que le sommet Z d'un triangle isocèle d'angle au sommet π érigé sur un segment de droite XY est le milieu du segment de droite XY.

### Construction deA1en utilisant l'angle au sommet π/2 puisA2avec l'angle au sommet π.
Dans ce cas, les sommets de A1 sont les sommets libres de triangles isocèles rectangles érigés sur les côtés du quadrilatère A0. Les sommets du quadrilatère A2 sont les milieux des côtés du quadrilatère A1. D'après le théorème, A2 est un carré.
Les sommets du quadrilatère A1 sont les centres des carrés érigés sur les côtés du quadrilatère A0. L’affirmation selon laquelle le quadrilatère A2 est un carré équivaut à l’affirmation selon laquelle les diagonales de A1 sont égales et perpendiculaires entre elles. Cette dernière affirmation n'est autre que le théorème de van Aubel.
Ainsi, le théorème de van Aubel est un cas particulier du théorème.

### ConstruireA1en utilisant l'angle au sommet π puisA2avec l'angle au sommet π/2.
Dans ce cas, les sommets de A1 sont les milieux des côtés du quadrilatère A0 et ceux de A2 sont les sommets des triangles isocèles rectangles érigés sur les côtés de A1. Le théorème PDN affirme que A2 est un carré dans ce cas également.

### Illustration de l'application du théorème aux quadrilatères
| Quadrilatères non croisés | Quadrilatères non croisés |
| --- | --- |
| | |
| Théorème de Petr-Douglas-Neumann appliqué à un quadrilatère A0 = ABCD. A1 = EFGH est construit en utilisant pour angle au sommet π/2 et A2 = PQRS avec un angle au sommet de π.        | Théorème de Petr-Douglas-Neumann appliqué à un quadrilatère A0 = ABCD. A1 = EFGH est construit en utilisant pour angle au sommet π et A2 = PQRS avec un angle au sommet de π/2.        |
| Quadrilatères croisés | |
| | |
| Théorème de Petr-Douglas-Neumann appliqué à un quadrilatère croisé A0 = ABCD. A1 = EFGH est construit en utilisant pour angle au sommet π/2 et A2 = PQRS avec un angle au sommet de π. | Théorème de Petr-Douglas-Neumann appliqué à un quadrilatère croisé A0 = ABCD. A1 = EFGH est construit en utilisant pour angle au sommet π et A2 = PQRS avec un angle au sommet de π/2. |

| |
| Diagramme illustrant le fait que le théorème de van Aubel est un cas particulier du théorème de Petr-Douglas-Neumann. |

## Cas des pentagones

Diagramme illustrant le théorème de Petr-Douglas-Neumann appliqué à un pentagone. Le pentagone A_{0} est ABCDE. A_{1} (= FGHIJ) est construit avec un angle au sommet de 72°, A_{2} (= KLMNO) avec un angle au sommet de 144° et A_{3} (= PQRST) avec un angle au sommet de 216°.

Dans le cas des pentagones, on a n = 5 et n − 2 = 3. Il existe donc trois valeurs possibles pour k, à savoir 1, 2 et 3, et donc trois angles au sommet possibles pour les triangles isocèles :
pour k = 1 : (2×1×π)/5 = 2π/5 = 72°
pour k = 2 : (2×2×π)/5 = 4π/5 = 144°
pour k = 3 : (2×3×π)/5 = 6π/5 = 216°
Selon le théorème, A3 est un pentagone régulier. Le processus en trois étapes conduisant à la construction du pentagone régulier A3 peut être réalisé de six manières différentes selon l'ordre dans lequel les angles au sommet sont sélectionnés pour la construction des triangles isocèles.
| no | Angle au sommet dans la construction de A1 | Angle au sommet dans la construction de A2 | Angle au sommet dans la construction de A3 |
| -- | ------------------------------------------ | ------------------------------------------ | ------------------------------------------ |
| 1  | 72°                                        | 144°                                       | 216°                                       |
| 2  | 72°                                        | 216°                                       | 144°                                       |
| 3  | 144°                                       | 72°                                        | 216°                                       |
| 4  | 144°                                       | 216°                                       | 72°                                        |
| 5  | 216°                                       | 72°                                        | 144°                                       |
| 6  | 216°                                       | 144°                                       | 72°                                        |

## Preuve du théorème
Le théorème peut être démontré en utilisant quelques concepts élémentaires de l'algèbre linéaire,.
La preuve commence par l'encodage d'un n-gone par une liste de nombres complexes représentant les sommets du n-gone. Cette liste peut être considérée comme un vecteur dans l'espace linéaire complexe à n dimensions ℂn. On prend un n-gone A, qu'on représente par le vecteur complexe
{\displaystyle A=(a_{1},a_{2},\ldots ,a_{n}).}
Soit le polygone B formé par les sommets libres de triangles semblables construits sur les côtés de A et représenté par le vecteur complexe
{\displaystyle B=(b_{1},b_{2},\ldots ,b_{n}).}
Alors on a
{\displaystyle \alpha (a_{r}-b_{r})=a_{r+1}-b_{r},\quad {\text{ avec }}\alpha =\exp(\mathrm {i} \theta ).}
Cela donne l'expression suivante pour calculer les br :
{\displaystyle b_{r}={\frac {1}{1-\alpha }}(a_{r+1}-\alpha a_{r})}.
En termes de l'opérateur linéaire S : ℂn → ℂn qui permute cycliquement les coordonnées d'un endroit, on a
{\displaystyle B={\frac {1}{1-\alpha }}(S-\alpha I_{n})A.}
Cela signifie que le polygone Aj+1 obtenu à l'étape j est lié au précédent Aj par
{\displaystyle A_{j+1}=(1-\omega ^{\sigma _{j}})^{-1}(S-\omega ^{\sigma _{j}}I_{n})A_{j},}
où ω = exp(2iπ/n) est la n-ième racine primitive de l'unité et σj est le j ième terme d'une permutation σ de la suite d'entiers (1,..., n–2).
Le dernier polygone de la suite, An −2, dont il faut montrer qu'il est régulier, est ainsi obtenu à partir de A0 en appliquant la composition de tous les opérateurs suivants :
{\displaystyle \forall j\in [\![1;n-2]\!],\ (1-\omega ^{j})^{-1}(S-\omega ^{j}I_{n}).}
(Ces facteurs commutent, puisqu'ils sont tous des polynômes du même opérateur S, donc l'ordre du produit ne dépend pas du choix de la permutation σ .)
Un polygone P = (p1, p2, ..., pn) est un n-gone régulier si chaque côté de P est obtenu à partir du suivant par rotation d'un angle de 2π/n, c'est-à-dire si
{\displaystyle p_{r+1}-p_{r}=\omega (p_{r+2}-p_{r+1}).}
Cette condition peut être formulée en termes de S comme suit :
{\displaystyle (S-I_{n})(I_{n}-\omega S)P=0.}
Ou de manière équivalente, puisque par définition ωn = 1, comme
{\displaystyle (S-I_{n})(S-\omega ^{n-1}I_{n})P=0}, puisque.
Le résultat principal du théorème de Petr-Douglas-Neumann découle maintenant des calculs suivants.
{\displaystyle {\begin{aligned}(S-I_{n})(S-\omega ^{n-1}I_{n})A_{n-2}&=(S-I_{n})(S-\omega ^{n-1}I_{n})\\&=(S-I_{n})(S-\omega ^{n-1}I_{n})\left(\prod _{k=1}^{n-2}{\frac {1}{1-\omega ^{k}}}(S-\omega ^{k}I_{n})\right)A_{0}\\&=\left(\prod _{k=1}^{n-2}(1-\omega ^{k})^{-1}\right)\left(\prod _{k=0}^{n-1}(S-\omega ^{k}I_{n})\right)A_{0}\\&=\left(\prod _{k=1}^{n-2}(1-\omega ^{k})^{-1}\right)\left(S^{n}-I_{n}\right)A_{0}\\&=0\end{aligned}}}
puisque Sn = I.
Pour montrer que tous les centres de gravité sont égaux, on note que le centre de gravité cA de tout n-gone est obtenu en faisant la moyenne de tous les sommets. Cela signifie que, en considérant A comme un vecteur à n composants, son centre de gravité est donné en prenant son produit scalaire
{\displaystyle c_{A}=(E,A),\ {\text{ avec }}E={\frac {1}{n}}(1,1,...,1)^{T}}
On fait donc le produit scalaire des deux côtés de l'équation
{\displaystyle A_{j+1}=(1-\omega ^{\sigma _{j}})^{-1}(S-\omega ^{\sigma _{j}}I_{n})A_{j},}
avec E, et en notant que E est invariant sous l'opérateur de permutation cyclique S, on obtient
{\displaystyle c_{A_{j+1}}=(E,A_{j+1})=(1-\omega ^{\sigma _{j}})^{-1}(1-\omega ^{\sigma _{j}})(E,A_{j})=(E,A_{j})=c_{A_{j}},}
donc tous les centres de gravité sont égaux.

## Extensions à ℝ3
Jesse Douglas a prouvé un résultat semblable pour les pentagones non plans:

Soit {\displaystyle P=(z_{0},z_{1},z_{2},z_{3},z_{4})} un pentagone fermé non plan dans ℝ3.
On construit les milieux des segments joignant deux points non consécutifs {\displaystyle m_{k}={\frac {1}{2}}(z_{k-2}+z_{k+2}),k=0,...,4}.
Pour chaque k, on construit ensuite les points pk et pk' tels que :
{\displaystyle p_{k}-m_{k}={\frac {\sqrt {5}}{5}}(m_{k}-z_{k}),\ p_{k}'-m_{k}=-{\frac {\sqrt {5}}{5}}(m_{k}-z_{k}).}
Alors {\displaystyle \Pi =(p_{0},p_{1},p_{2},p_{3},p_{4})} est un pentagone plan régulier et {\displaystyle \Pi '=(p_{0}',p_{1}',p_{2}',p_{3}',p_{4}')} est un pentagone plan étoilé.